# 壹岐號戰艦
壹岐号战列舰（或称壱岐号，Iki,日文平假字：いき，日文汉字：壱岐）是日军由1905年5月28日在日俄战争中俘获的。前身为作为俄国太平洋第三分舰队的旗舰的“尼古拉一世”（Imperator Nikolai I）号。

## 服役历史
亚历山大二世级战列舰是沙皇俄国于1886年制造的一级战列舰，共计两艘：亚历山大二世号（Imperator Alexander II）和尼古拉一世号（Imporator Nikolai II）。其中尼古拉一世号于1886年5月20日下水，亦于1891年编入沙俄海军服役。在日俄战争中被编入沙皇俄国第三太平洋舰队，参战时为旗舰。并于1905年5月27日的对马岛海战中被日军重创，后在同年5月28日在竹岛一带水域投降并被日军俘获，并拖入佐世保整修。于1905年7月22日（也有说法称8月22日）一二等舰的身份加入日本海军，12月12日荣升为一等海防舰。该舰在日本海军中被称为“壹岐”号。最终在1915年5月1日除籍并拖到伊势湾作为新型战列舰金刚号和比睿号的实弹射击靶舰于10月3日击沉。其残骸于次年5月16日被打捞上来并彻底拆解。

## 舰船性能
排水量:8400t（常备状态），9960t（满载状态）

主尺度：105.6m（全长），20.4m（宽度），7.6m（吃水量）

动力：立式三段膨胀式蒸汽机2部，锅炉16部，马力8000

最大航速：16节

续航能力：4900海里

防护装置：舷侧356mm，甲板厚60mm，主炮塔254mm，司令塔254mm

武器设施：双联装阿姆斯特朗式305mm口径L/40舰炮1座，单装阿姆斯特朗式152mm口径L/40速射炮6座，单装阿姆斯特朗式120mm口径速射炮6座，单装阿姆斯特朗式76mm口径速射炮6座，无鱼雷

舰员数量：611人